# Cocido maragato
El cocido maragato és un plat tradicional de la comarca de la Maragatería a la província de Lleó.

## Història
És l'únic bullit que es menja a l'inrevés, començant per la carn i acabant per la sopa. Segons l'etnògraf José Manuel Sutil, l'origen d'aquest costum es troba en els maragatos quan recorrien la península Ibèrica com a traginers. Entre els utensilis que portaven en els seus viatges hi havia una carmanyola circular de fusta on guardaven peces de carn de porc cuita que es mantenia fresca durant un temps. En arribar a les fondes menjaven primer aquesta carn i a continuació demanaven una sopa o brou calent.

## Descripció
Els seus ingredients estan lligats al camp i a la ramaderia de la zona; entre ells la col, els cigrons, del tipus Pico Pardal, i diversos tipus de carns: morcillo de vedella, gallina, lacón, xoriço, cansalada blanca, peus de porc, orella de porc, costella de porc, morro de porc, careta de porc i cansalada viada. A l'hora de servir persisteixen els tres vuelcos, però la seva principal peculiaritat és que es pren a l'inrevés: primer les carns i el farcit (fet de pa, ou, all i julivert), després els cigrons amb la col i les patates i finalment la sopa de fideus. Com a postres, el més típic solen ser natilles.
Es tracta d'un plat molt celebrat en la Maragatería, especialment en Astorga, Castrillo de los Polvazares i Santiago Millas.